# Castello di Sezzate
Il castello di Sezzate si trova nel comune di Greve in Chianti.

## Storia
Il castello venne edificato sull'antico tracciato romano che percorreva la valle di Cintoia e se ne fa menzione per la prima volta nel 1176, in un documento dell'abbazia di San Cassiano a Montescalari (datum in castro de Sezate). In un altro documento del 1322 è citata una comunità rurale, platea communis a Sezzate in Val di Greve. Il castello, durante il XVII  e il XVIII secolo subì delle modifiche.
Nel castello dominò la famiglia Bardi, i quali esercitarono il patronato anche nella vicina chiesa di San Martino a Sezzate.

## Descrizione
La cinta muraria ha andamento quasi circolare ed è formata da edifici che compongono l'abitato. La sua torre si trovava nel punto più elevato e di essa resta la parte basamentale.
Nel castello si conserva una pala che raffigura la Madonna seduta in trono col Bambino Gesù, insieme a sant'Antonio abate e a santa Lucia; san Giovannino è inginocchiato sui gradino del trono e in primo piano si vedono le figure dei committenti in preghiera, due membri della famiglia Bardi.
Il fondo mostra due scorci di paesaggio: il castello di Sezzate, prima delle modifiche del XVII e XVIII secolo, e forse il fiume Ema. L'attribuzione del dipinto è difficile perché esso è stato restaurato, comunque una attribuzione è stata fatta a Giuliano Castellani detto il Sollazzino.